# Victor August Altén
Victor August Altén, född 1802 i Stockholm  död 1856, var en svensk författare, son till Mårten Altén.
Altén, som var flickskoleföreståndare i Kristianstad, utgav några smärre diktsamlingar (1832 och 1835) under signaturen Victor och översatte Englarnes kärlek av Thomas Moore.

## Skrifter (urval)
- Tankar i anledning af förslag till kyrkolag och ordning för svenska församlingen (Jönköping, 1831)
- Axel och Louise, eller Trofast kärlek: sann händelse från midten af 18:de seklet (tillsammans med Fredrika Altén) (Jönköping: Lundström, 1831)
- Dikter (af Victor) (Jönköping, 1832, 1835)
- Brandvakterna: comedie i 4 akter efter en berättelse af Heinrich Zschokke (Jönköing: Lundström, 1832)
- Djur-werlden (af J. E. L.) (Lundström, 1833)
- Spanska flugor från Pinden (Lundström, 1834)
- Sång öfver Michaël Ney (Hörberg, 1835)

## Översättningar
- Frans Michael Franzén: Selma und Fanny: ein Cyclus von Gedichten (aus dem Schwedischen übersetzt von Vict. Aug. Altén) (Gothenburg, 1843)
- Thomas Moore: Englarnes kärlek: skaldestycke (Jönköping, 1848)
- Esaias Tegnér: Neuere Schriften. H. 1 (aus dem Schwedischen übertragen von V.A. Altén) (Leipzig: Hermann Schultze, 1851)